# Формула Русь
Формула Русь — гоночный автомобиль класса «формула», сконструированный и произведённый в России специально для участия в российских кольцевых автогонках.
Чемпионат Формула Русь — серия кольцевых автогонок на болидах Формула Русь, проводившаяся с 2001 по 2006 год. Это монокласс: допускался только автомобиль одной марки. В отличие от многих других моноклассов, в чемпионате Формула РУСЬ обслуживание и ремонт машин производился только организатором, у всех пилотов настройки болида на гонку идентичны.

## История
Машина изначально проектировалась как формула начального уровня для подготовки начинающих и молодых гонщиков. Она должна была стать следующим шагом после картинга для гонщиков, желающих попасть в большой автоспорт. Идея создания монокласса для начинающих гонщиков была воплощена московским предпринимателем Юрием Кимом и его командой. Для этого при разработке был сделан уклон на довольно низкую стоимость машины, так как новичкам сложно привлечь спонсоров, готовых вкладывать деньги в дорогие машины. Максимальная цена должна была составлять 10 000$, а простота конструкции должна была обеспечивать легкость в управлении и надежность. Особое внимание при создании было уделено внешнему виду, но представлять «гадкого утёнка», какими обычно являются болиды схожего уровня, как монокласс, было сочтено рискованным. Дизайнером машины стал известный специалист Александр Захаров, получивший в 2001 году высшую награду Союза дизайнеров России «Ника» за эту работу. Также в 2001 году «Формула Русь» получила награду в номинации «Надежда» в конкурсе «Автодизайн» и стала лауреатом всероссийского конкурса «Дизайн-2001» в номинации «Изделие года».
Первые версии автомобиля появились в 1999 году, первый ходовой образец — в мае 2000 года. В ходе работы над автомобилем были созданы десятки прототипов. Прототип был собран за полгода и внешне не отличался от современных болидов. Впрочем, цена машин из первой партии в 30 штук составила 20 000$ вместо планировавшихся 10 000. При подборе двигателя для машины рассматривали 1600-кубовый ВАЗ, но в итоге остановились на Alfa Romeo мощностью в 150 л. с.. Также для упрощения ремонта в ходе разработки пришлось снизить скорость.
Каждый год выходили две новые модификации болида. Каждая из них сначала тестируется перед тем, как к ней допустят гонщиков.
Мировая презентация автомобиля «Формула Русь» произошла в 2005 году перед стартом очередного этапа чемпионата мира Формулы-1 в Дубае под международным названием Formula R.

### Чемпионат
Первый чемпионат России был проведен в 2001 году. Когда его начали планировать, выяснилось, что структуры, которая могла бы взяться за его проведения в стране, нет, поэтому за нее взялись организаторы проекта. И уже в 2003 году соревнования получили статус национального первенства.
В 2006 году Юрий Ким заявил о том, что чемпионат не будет проводиться из-за финансово-организационного конфликта между организаторами и Российской автомобильной федерацией. В основу конфликта лег вопрос об отчислениях федерации.
В 2007 году гонки Формулы Русь проводились в формате Кубка Губернатора Московской области, все этапы отборочной и основной части которого прошли в Мячково. Позже их новые версии были приобретены для организации гонок Формулы Альфа, стартовавшей в 2012 году в Рустави в Грузии.

## Организация чемпионата
Чемпионат Формула РУСЬ проводился с 2001 по 2006 год на трассах Москвы и Санкт-Петербурга. С 2003 года этим соревнованиям присвоен статус национального первенства. Организаторы предоставляют болиды в аренду всем участникам и отвечают за их обслуживания.
Регламент соревнования предполагал пять отборочных этапов по две гонки каждый. Отборочные этапы проводились с мая по август. Принять участие в такой гонке мог практически любой желающий, имеющий лицензию пилота РАФ и арендовавший машину. По специальному решению к гонкам допускались пилоты с 14 лет. Четыре финальные гонки чемпионата России проводились в сентябре-октябре. К участию допускались только пилоты, прошедшие отбор в соответствии с регламентом соревнования.

### Победители и призёры чемпионата
- 2002

1. Роман Шестаков 27 лет
2. Михаил Засадыч
3. Геннадий Брославский

- 2003

1. Юрий Байбородов 17 лет
2. Александр Тюрюмин 23 года
3. Дэвид Маркозов 28 лет
4. Симонов Николай 16 лет
5. Сергей Афанасьев 15 лет

- 2004

1. Сергей Афанасьев 16 лет
2. Даниил Мове 18 лет
3. Сергей Ромащенко 17 лет
4. Иван Самарин 15 лет
5. Георгий Ефросинин 18 лет

- 2005

1. Сергей Ромащенко 18лет
2. Иван Самарин 16 лет
3. Евгений Новиков 15 лет
4. Артем Холин 16 лет
5. Козловский Михаил 16 лет

- 2006

1. Овчаренко Кирилл 15 лет
2. Травин Максим 29 лет
3. Костюшенко Андрей 34 лет
4. Мокшанцев Сергей 29 лет
5. Ошкутис Жилвинас 33 лет